# Oortskyen
Oortskyen eller Öpik-Oort-skyen er en hypotetisk sværm af utallige små islegemer (kometkerner), som kredser omkring vort solsystem.
I 1932 postulerede esteren Ernst Öpik, at kometer med lang banetid kom fra en sværm af islegemer i det yderste af vores solsystem. I 1950 blev ideen uafhængigt genoplivet af den nederlandske astronom Jan Hendrik Oort som et middel til at løse det paradoks, at der stadig findes islegemer, selvom (næsten) alle islegemer på nuværende tidspunkt enten burde være faldet ind i større solsystemsobjekter, fordampet eller være fløjet ud af solsystemet. At der stadig findes islegemer, må skyldes, at der findes et stort reservoir af dem langt fra Solen.
Skyen formodes at danne en tyk kugleskal, som ligger i en afstand af 50.000 til 100.000 astronomiske enheder (AE) fra solen, dvs omkring 2.000 gange længere ude end Pluto og ca. en tredjedel af afstanden til den i øjeblikket nærmeste stjerne, Proxima Centauri.
Oortskyen formodes at være kilde til langt de fleste kometer. Normalt bevæger Oortskyobjekterne sig i stabile baner, men af og til kan en forstyrrelse (f.eks. en forbipasserende stjerne) dirigere et sådant legeme ind mod det indre solsystem. Hvis det kommer inden for Jupiters bane, vil dets overflade begynde at fordampe og det udvikler sig til en komet med koma og måske hale. Visse kortperiodiske kometer antages dog at stamme fra Kuiperbæltet og ikke fra Oortskyen.
I 2011 blev der baseret på målinger af den amerikanske rumfartsorganisation NASA's WISE-teleskop fremsat teori om, at Oortskyen er hjemsted for et større himmellegeme med en masse op til fire gange større end Jupiters, der foreløbig har fået navnet Tyche. En analyse af data indsamlet af WISE teleskopet har dog ikke kunnet bekræfte eksistensen af en sådan planet.